# Sakata Tōjūrō IV.

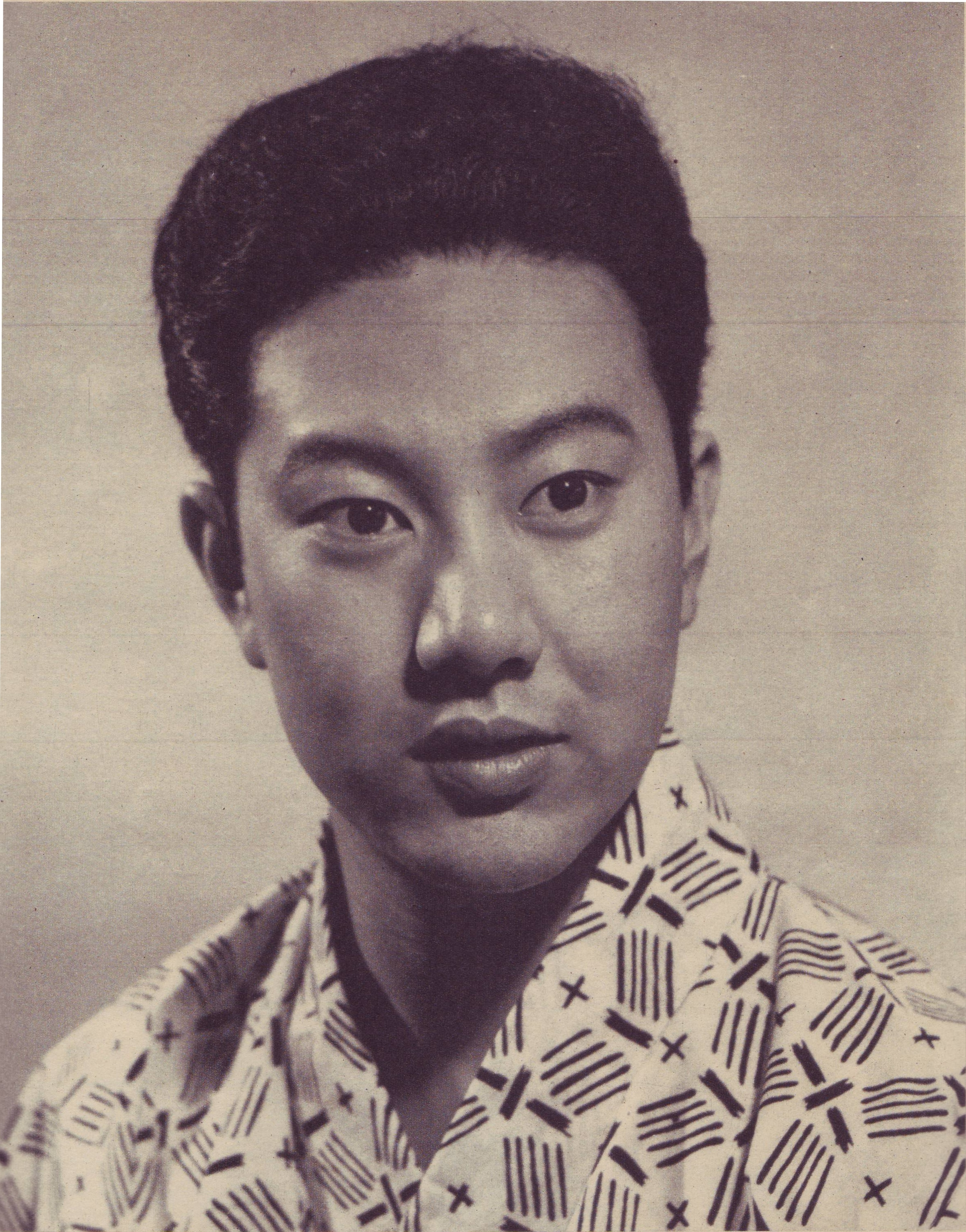
Sakata Tojuro IV.

Sakata Tōjūrō IV. (japanisch 四代目 坂田 藤十郎, Yondaime Sakata Tōjūrō, auch: Nakamura Ganjirō III. (三代目 中村 鴈治郎, Sandaime ~) und Nakamura Senjaku II. (二代目 中村 扇雀, Nidaime ~), Geburtsname: Hirotarō Hayashi (林 宏太郎, Hayashi Hirotarō; * 31. Dezember 1931; † 12. November 2020)) war ein japanischer Kabuki-Darsteller des Kamigata-Stils. Er wurde zum Lebenden Nationalschatz  erklärt. Im Unterschied zu den meisten anderen Kabuki-Darstellern spielte er sowohl die männlichen wagotoshi-Rollen als auch die weiblichen onnagata-Rollen. Er ist der vierte in der Linie der Sakata Tōjūrō, nachdem er nach einer Pause von 230 Jahren diese Traditionslinie wieder aufgenommen hatte.

## Familie
Obwohl er keine direkte verwandtschaftliche Beziehung zu den „Sakata Tōjūrō“ aufweisen konnte, führte er seine Familientradition über mehrere Generationen in der Welt des Kabuki zurück. Er war der älteste Sohn von Nakamura Ganjirō II., Enkel von Nakamura Ganjirō I. und Großenkel von Nakamura Kanjaku III., der von Nakamura Utaemon IV. in die Kabuki-Familien adoptiert worden war.
Tōjūrōs Söhne Nakamura Kanjaku V. und Nakamura Senjaku III. spielen gleichfalls Kabuki, wie auch seine Enkel Nakamura Kazutarō und Nakamura Toranosuke.
Er war verheiratet mit der Politikerin Chikage Ōgi.

## Leben
Hayashi wurde am Altjahresabend 1931 als ältester Sohn von Nakamura Ganjirō II. geboren. Seinen ersten Auftritt hatte er im Oktober 1941 unter dem Namen Nakamura Senjaku II. im Kado-za in Osaka, im Stück Komochi Yamanba.
Im Laufe seiner Karriere ist er hauptsächlich in Osaka aufgetreten und hat sowohl traditionelle Stücke, die schon lange zum Repertoire gehören, als auch neue Stücke, hauptsächlich vom Kabuki-Autor Nobuo Uno, gespielt. Außerdem beteiligte er sich oft an Neuaufführungen von Werken des großen Bunraku (Puppentheater)-Autors Chikamatsu Monzaemon in Tokio. „Die Selbstmorde aus Liebe in Sonezaki“ (Sonezaki Shinjū), eines der berühmtesten Werke von Chikamatsu spielte er zum ersten Mal nach dem Zweiten Weltkrieg 1953 im Shinbashi Enbujō (Ginza, Tokio). Das 250. Gedenkjahr des Dichters wurde mit der Neuaufführung von „Horikawa Nami no Tsuzumi“ 1973 begangen.
1982 gründete Senjaku das Chikamatsu-za, eine fahrende Theatertruppe, die der Darstellung und Wiederbelebung der Werke von Chikamatsu verpflichtet ist. Die Touren führten ihn durch viele Städte Japans und auch ins Ausland nach England, China, in die Vereinigten Staaten und andere Länder. Dabei führte er nicht nur Aufführungen durch, sondern gab auch Vorlesungen und veranstaltete Kultur-Workshops. Oft wurde bei den Touren „Die Selbstmorde aus Liebe in Amijima“ (Amijima Shinjū) aufgeführt und gelegentlich wurden Werke wiederbelebt, die über Jahrhunderte nicht aufgeführt worden waren. 1998 beispielsweise spielte die Truppe das Stück „Keisei Mibu Dainenbutsu“, welches seit 1702 nicht aufgeführt worden war.
Senjaku erbte den Namen und wurde Nakamura Ganjirō III. im November 1990, in einer shūmei-Zeremonie im Kabukiza in Tokio. Ganjirō wurde 1994 zum Lebenden Nationalschatz erklärt.
Im Dezember 2005 nahm er den Namen Sakata Tōjūrō im Minami-za in Kyoto an. Mit diesem Schritt wollte er eine Traditionslinie wiederbeleben, die 230 vorher, mit dem Tod von Sakata Tōjūrō III. 1774, ausgestorben war. Er wollte nicht nur die Erinnerung an diese Tradition ehren, eines Schauspielers, der als Pionier der Tradition viel zur Entwicklung und Fortsetzung der „Kamigata“ (Kansai)-Kabuki-Tradition beigetragen hatte, sondern diese Tradition selbst wiederbeleben und für sich selbst erwerben. Schon deswegen wird er als Symbol der Kamigata-Tradition und Spitzendarsteller gehandelt.
Neben der Aufführung von Stücken wirkte Tōjūrō als Schirmherr und Mitarbeiter in einer ganzen Reihe von kulturellen Programmen, welche das Interesse an Kabuki und speziell der Kamigata-Tradition wecken sollen. Eine Tournee führte ihn im September 2007 auch nach Guangzhou, Peking, Schanghai und Hangzhou. Im Dezember desselben Jahres feierte er seinen 77. Geburtstag (in Japan ein besonderes Jubiläum) mit der Aufführung von „Dōjōji“, einem Nō-Stück.

## Ehrungen
- Praemium Imperiale 2008[4]
- Kulturorden 2009[5]

### Japanisch
- 近松劇への招待 : 舞台づくりと歌舞伎考 (1989) mit Koshirō Uno
- 通し狂言宿無団七時雨の傘 : 三幕六場 (1992) mit Shōzō Namiki & Ginsaku Tobe
- 一生青春 (1997) mit Michiko Toki
- 雁治郎芸談 by 中村雁治郎 (2000) Kiyoshi Mizuochi
- 恋飛脚大和往来. 封印切 : 一幕 (2000) mit Mansaku Tatsuoka
- 加賀見山旧錦絵: 通し狂言: 四幕七場 (2004) mit Yōtai Yō & Shōichi Yamada
- 坂田藤十郎 : 歌舞伎の真髄を生きる (2006)